# Liman de Kiziltach
Le liman de Kiziltach (en russe Кизилташский лиман, Kiziltachski liman) est un liman de Russie situé en bordure de la mer Noire dont il est séparé par un cordon littoral percé d'un chenal. Il se trouve dans la péninsule de Taman, entouré d'autres limans, d'Akhtanizovskaïa, de Kourtchanskaïa, de Starotitarovskaïa, Tsokour — avec lequel il est connecté —, de Vitiazevo, ainsi que la baie de Taman. Les villes de Blagovechtchenskaïa et Veselovka se trouvent sur son rivage.

Paysages du liman de Kiziltach
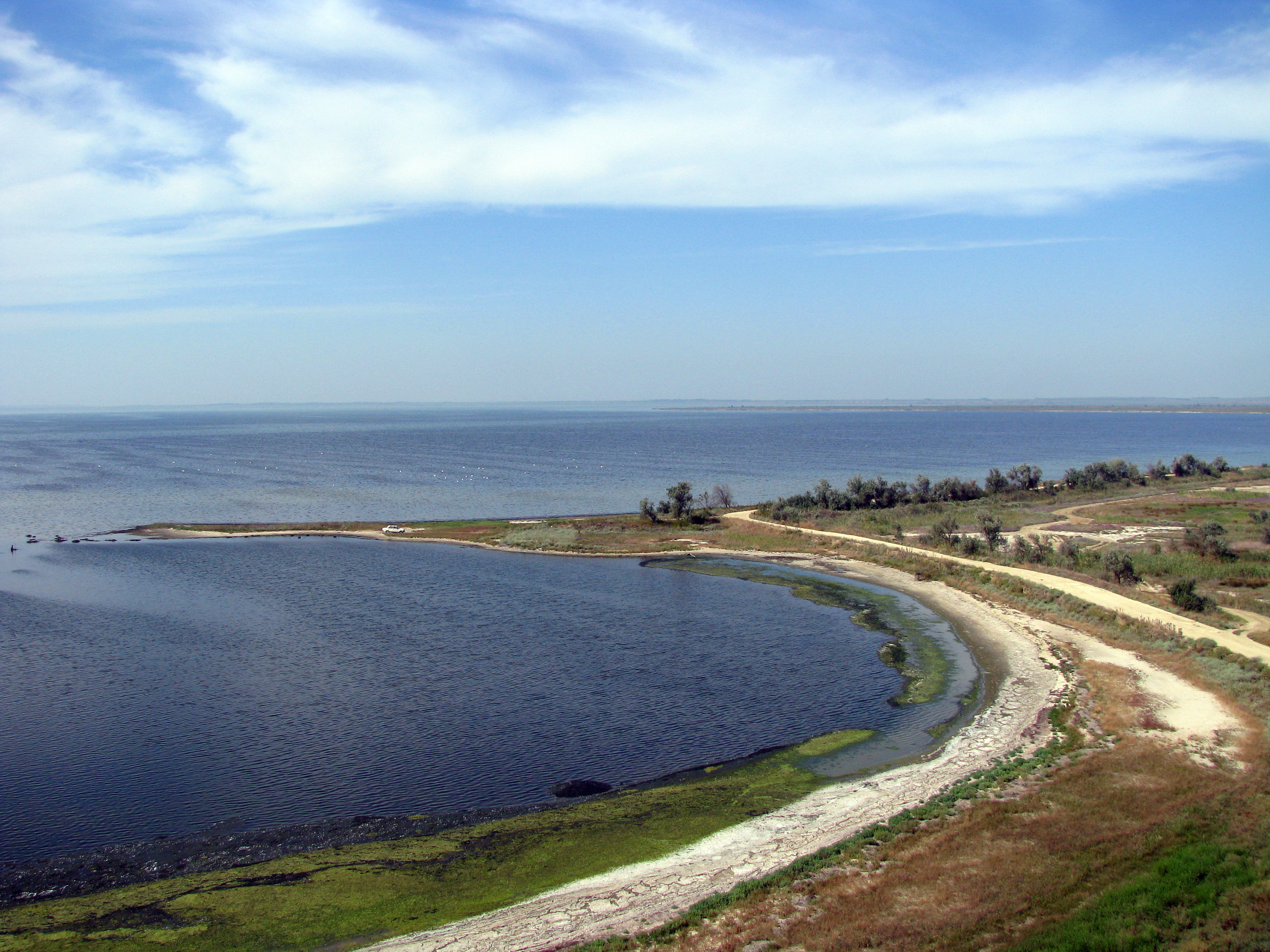
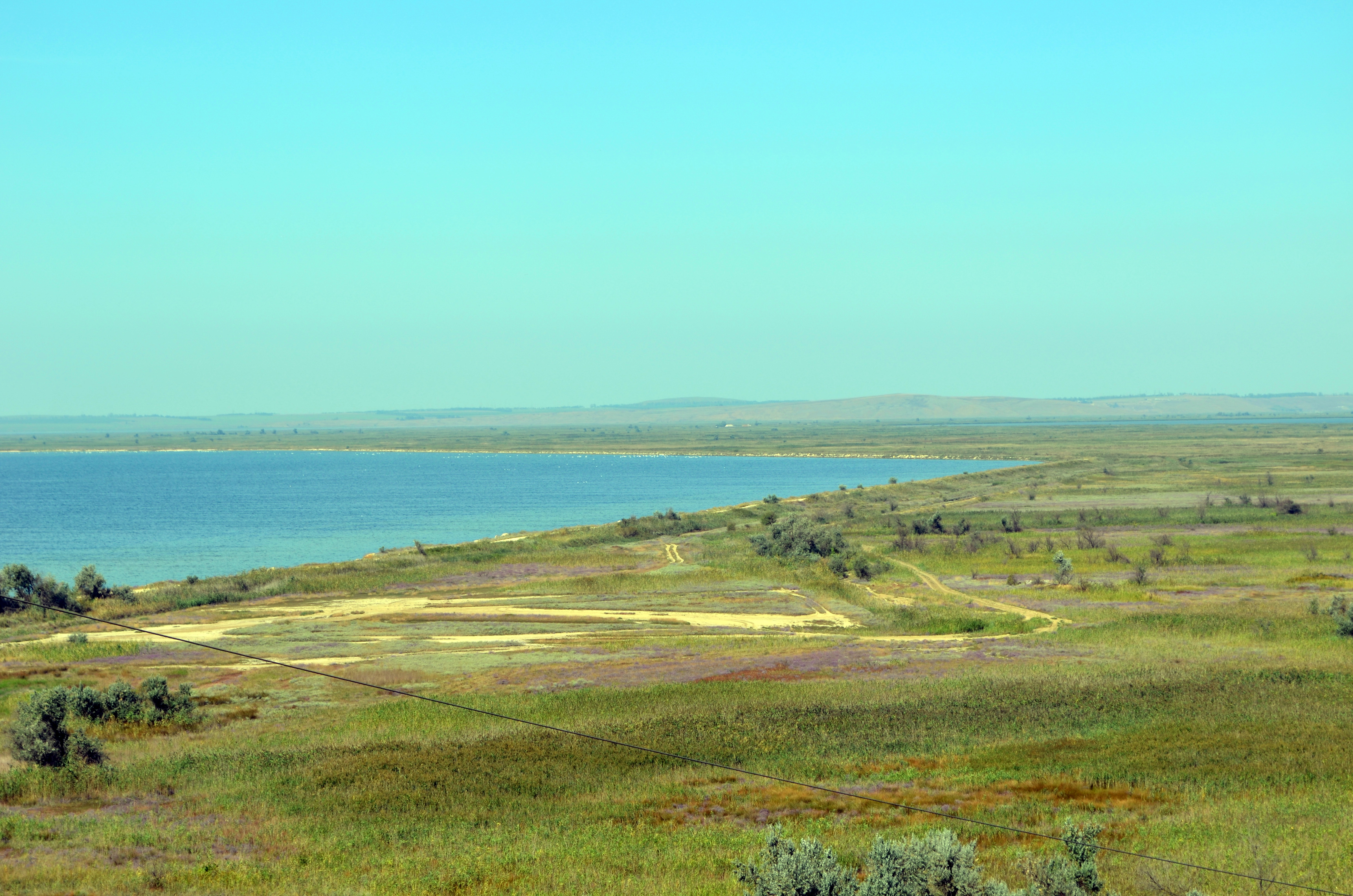
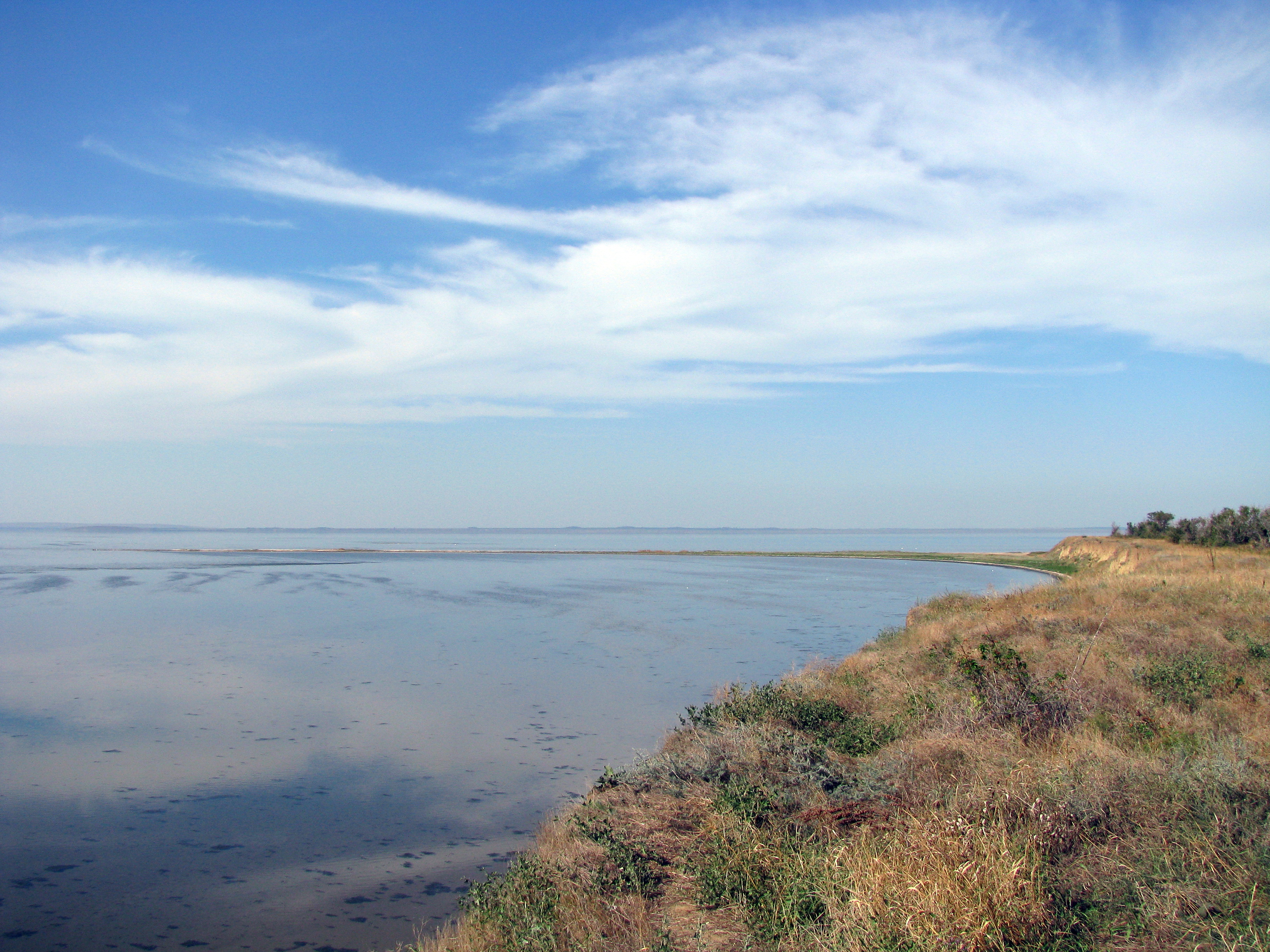